# David Ballon
Pour les articles homonymes, voir Ballon.
David Ballon, né le 26 février 1969 à Forcalquier dans les Alpes-de-Haute-Provence, est un dessinateur de bande dessinée.

## Biographie
Au lycée, il rencontre Olivier Bauza, avec qui il forme une association de dessinateurs : Artis BD.
Suivent des albums imprimés en noir et blanc pour se faire connaître et montrer leurs œuvres auprès des éditeurs. En 2004, la couleur s’installe dans leurs publications de livres pour enfants.
La même année, les éditions Cerises & Coquelicots demandent à Ballon et Bauza de réaliser un album sur la vie de Paul Cézanne. 

## Œuvres
- Vestiges, légendes de Haute-Provence, 1994, éd. Synopsis
- Baladins, voyage au cœur de la Provence, 1996, éd. Artis BD
- Si Mane m'était conté, 1999, 2007, éd. Artis BD
- Jadis, contes et légendes de Provence, 2000, éd. Artis BD
- Martin fait le zèbre à l'école, 2004, éd. Artis BD
- Paul Cézanne, un rebelle en Provence[1], 2005, éd. Cerises & Coquelicots
- Ordischool, 2007, éd. Artis BD. Webcomics
- Bjorn, le retour de Roald, 2008, Bull-Prod (BD + Figurine)
- Scrutin à la provençale, tome 1 : Je vous salue, mairie ! 2013, éd. Artis BD
- Dinia, aux portes de Théopolis, 2013, éd. Cinerzo[2],[3],[4]
- Scrutin à la provençale, tome 2 : La gloire de mon maire[5], 2017, texte d'Olivier Bauza, éditions Artis.